# GIV-4031
La GIV-4035 és una carretera actualment gestionada per la Diputació de Girona. La GI correspon a la demarcació de Girona, i la V al seu antic caràcter de veïnal. Discorre pels termes municipals de Ger, de la comarca de la Cerdanya. Uneix les poblacions de Ger i de Meranges a través d'una carretera de 9 quilòmetres.